# In Vitro Cellular & Developmental Biology - Animal
In Vitro Cellular & Developmental Biology - Animal is een internationaal, aan collegiale toetsing onderworpen wetenschappelijk tijdschrift op het gebied van de celbiologie en de ontwikkelingsbiologie. De naam wordt in literatuurverwijzingen meestal afgekort tot Vitro Anim. Cell. Dev. Biol. Het wordt uitgegeven door Springer Science+Business Media namens de Tissue Culture Association en verschijnt 10 keer per jaar. Het eerste nummer verscheen in 1965.